# Provinz Valencia
Valencia (valencianisch València, spanisch Valencia) ist eine spanische Provinz mit der Hauptstadt Valencia. Sie ist eine von drei Provinzen der Region Valencia. Auf einer Fläche von 10.806,11 km² hat sie 2.709.433 Einwohnern (Stand: 2024).
Valencia liegt im Osten der Iberischen Halbinsel und wird im Osten vom Mittelmeer, im Norden von den Provinzen Castellón und Teruel, im Westen von Cuenca und Albacete und im Süden von Alicante begrenzt.
Zur Provinz gehört auch die in ihrem Nordwesten am Fluss Túria liegende Exklave Rincón de Ademuz, deren Nachbarn die Provinzen Teruel und Cuenca sind.
Die Provinz hat 16 Sitze im Cortes Generales (Abgeordnetenhaus) und 36 im Regionalparlament Cortes Valencianas.

## Sehenswürdigkeiten
- Die Felsmalereien in der spanischen Levante sind im Kulturpark von Villar del Humo (in der benachbarten Provinz Cuenca) zu sehen.
- Die Ciutat de les Arts i les Ciències ist in der Stadt Valencia zu sehen.

## Verwaltungsgliederung

### Comarcas

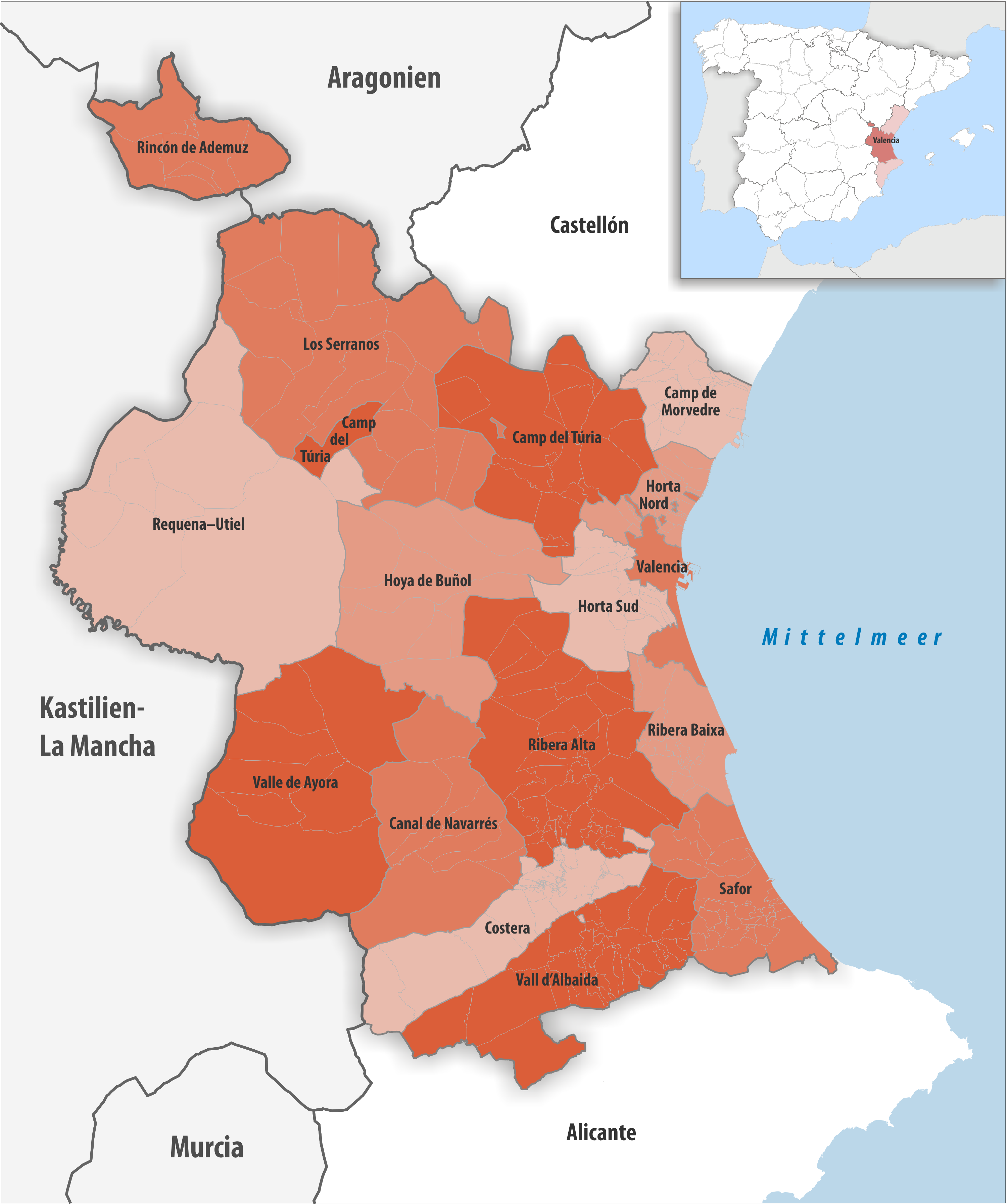
Comarcas in der Provinz Valencia

| Comarca           | Gemeinden | Einwohner (2024) | Fläche km² | Dichte Einw./km² | Hauptort  |
| ----------------- | --------- | ---------------- | ---------- | ---------------- | --------- |
| Camp de Morvedre  | 16        | 99.848           | 271,20     | 368              | Sagunt    |
| Camp del Túria    | 16        | 182.085          | 823,37     | 221              | Llíria    |
| Canal de Navarrés | 8         | 15.755           | 709,29     | 22               | Navarrés  |
| Costera           | 19        | 73.061           | 528,26     | 138              | Xàtiva    |
| Horta Nord        | 23        | 317.578          | 176,36     | 1.801            | Puçol     |
| Horta Sud         | 20        | 492.143          | 309,08     | 1.592            | Catarroja |
| Hoya de Buñol     | 9         | 47.019           | 817,37     | 58               | Buñol     |
| Requena–Utiel     | 9         | 38.442           | 1.721,03   | 22               | Requena   |
| Ribera Alta       | 35        | 232.520          | 970,04     | 240              | Alzira    |
| Ribera Baixa      | 12        | 83.779           | 276,81     | 303              | Sueca     |
| Rincón de Ademuz  | 7         | 2.170            | 370,22     | 6                | Ademuz    |
| Safor             | 31        | 183.068          | 429,80     | 426              | Gandia    |
| Los Serranos      | 19        | 17.453           | 1.405,28   | 12               | Chelva    |
| València          | 1         | 825.948          | 134,63     | 6.135            | Valencia  |
| Vall d’Albaida    | 34        | 88.848           | 722,22     | 123              | Ontinyent |
| Valle de Ayora    | 7         | 9.716            | 1.141,15   | 9                | Ayora     |
| Provinz Valencia  | 266       | 2.709.433        | 10.806,11  | 251              | Valencia  |

## Gerichtsbezirke

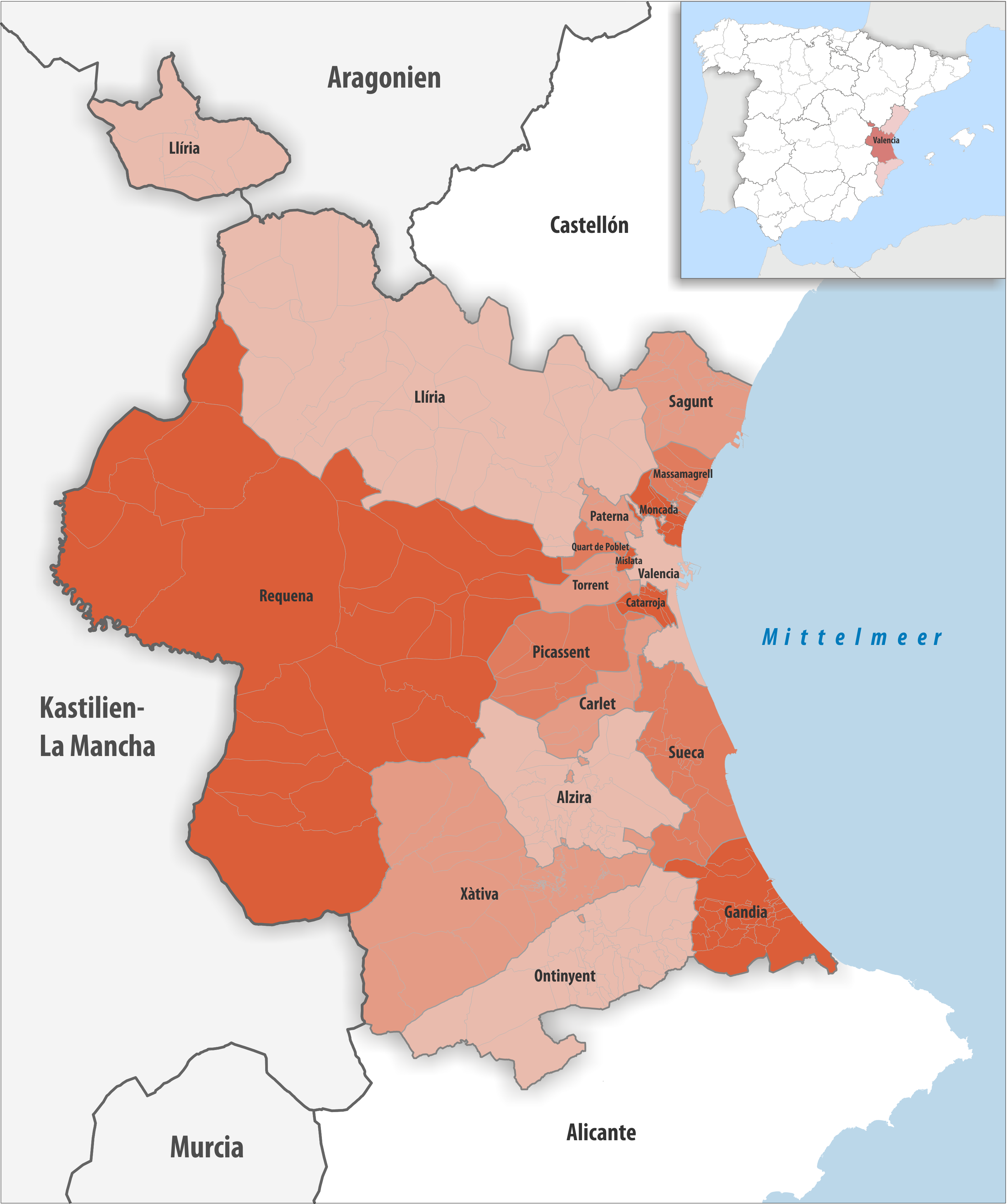
Gerichtsbezirke in der Provinz Valencia

| Gerichtsbezirk   | Gemeinden | Einwohner (2024) | Fläche km² | Dichte Einw./km² | Hauptquartier   |
| ---------------- | --------- | ---------------- | ---------- | ---------------- | --------------- |
| Alzira           | 23        | 144.070          | 556,60     | 259              | Alzira          |
| Carlet           | 7         | 87.102           | 161,82     | 538              | Carlet          |
| Catarroja        | 7         | 107.007          | 38,75      | 2.761            | Catarroja       |
| Gandia           | 28        | 160.588          | 321,88     | 499              | Gandia          |
| Llíria           | 41        | 191.078          | 2.590,13   | 74               | Llíria          |
| Massamagrell     | 8         | 80.478           | 78,26      | 1.028            | Massamagrell    |
| Mislata          | 2         | 77.898           | 7,21       | 10.804           | Mislata         |
| Moncada          | 12        | 108.207          | 50,41      | 2.147            | Moncada         |
| Ontinyent        | 34        | 88.848           | 722,22     | 123              | Ontinyent       |
| Paterna          | 4         | 139.523          | 56,43      | 2.472            | Paterna         |
| Picassent        | 9         | 58.440           | 305,38     | 191              | Picassent       |
| Quart de Poblet  | 2         | 58.577           | 39,29      | 1.491            | Quart de Poblet |
| Requena          | 27        | 103.050          | 3.865,57   | 27               | Requena         |
| Sagunt           | 16        | 99.848           | 271,20     | 368              | Sagunt          |
| Sueca            | 14        | 97.202           | 373,97     | 260              | Sueca           |
| Torrent          | 5         | 193.082          | 100,32     | 1.925            | Torrent         |
| Valencia         | 1         | 825.948          | 134,63     | 6.135            | Valencia        |
| Xàtiva           | 26        | 88.487           | 1.132,04   | 78               | Xàtiva          |
| Provinz Valencia | 266       | 2.709.433        | 10.806,11  | 251              | Valencia        |

## Größte Gemeinden
Stand 2024
| Valencianischer Name | Spanischer Name | Einwohner |
| -------------------- | --------------- | --------- |
| València             | Valencia        | 825.948   |
| Torrent              | Torrente        | 89.401    |
| Gandia               | Gandía          | 80.095    |
| Paterna              | Paterna         | 74.822    |
| Sagunt               | Sagunto         | 71.377    |

Kleinste Gemeinde ist Sempere mit 29 Einwohnern.